# Birgitta Haukdal
Birgitta Haukdal Brynjarsdóttir (ur. 28 lipca 1979 w Húsavíku) – islandzka piosenkarka popowa, reprezentantka Islandii w 48. Konkursie Piosenki Eurowizji w 2003 roku.

## Życiorys
W listopadzie 1999 roku Birgitta dołączyła do zespołu Írafár na miejsce poprzedniej wokalistki. Latem kolejnego roku grupa wydała swój debiutancki singiel „Hvar er ég?”, a dwa lata później podpisała kontrakt płytowy z największą islandzką wytwórnią Skiifan, pod szyldem której wydała swój pierwszy album studyjny, zatytułowany Allt sem ég sé.

### 2003-04:Söngvakeppnini Konkurs Piosenki Eurowizji
W 2003 roku Haukdal zakwalifikowała się do finału krajowych selekcji eurowizyjnych Söngvakeppnin z utworem „Segðu mér allt”, który został wybrany spośród 190 propozycji nadesłanych do nadawcy publicznego Ríkisútvarpið (RÚV). Przed rozegraniem eliminacji piosenkarka była jedną z faworytek do wygrania. 15 lutego wystąpiła w finale selekcji i otrzymała w nim prawie 22 tys. głosów telewidzów, dzięki czemu zajęła pierwsze miejsce i została tym samym wybrana reprezentantką Islandii w 48. Konkursie Piosenki Eurowizji organizowanym w Rydze. Po finale wygrała siedem z ośmiu nagród słuchaczy Radia 95.7 fm, zdobywając statuetki m.in. w kategorii Artystka roku, Najseksowniejsza artystka popowa roku i Utwór roku, nie otrzymując wyróżnienia jedynie za Najlepszy występ na żywo.
Niedługo po finale selekcji twórca muzyki do jej konkursowej piosenki, Hallgrímur Óskarsson, został posądzony o popełnienie plagiatu przeboju Richarda Marxa „Right Here Waiting” z 1980 roku. Związek Kompozytorów Islandzkich (w skrócie S.T.E.F.) oraz Nordyckie Biuro Praw Autorskich nie uznało jednak oskarżenia, a islandzki utwór został dopuszczony do rywalizacji w konkursie. 24 maja piosenkarka zaprezentowała jego anglojęzyczną wersję językową – „Open Your Heart” i zajęła z nią ostatecznie ósme miejsce z 81 punktami na koncie, w tym m.in. z maksymalnymi notami 12 punktów od Malty i Norwegii. Podczas występu artystce towarzyszył chórek, w którego skład weszli: Regína Ósk Óskarsdóttir, Margrét Eir Hjartardóttir, gitarzyści Vignir „Viggi” Snær Vigfússon i Herbert „Hebbi” Viðarsson oraz perkusista Jóhann 'Hanni' Bachman Ólafsson.
W styczniu 2004 roku piosenkarka odebrała nagrodę Artystki popowej roku przyznaną przez islandzką branżę fonograficzną. Jesienią tego samego roku wyznała, że przygotowuje materiał na swoją nową płytę studyjną, na której znajdą się piosenki dla dzieci. W tym samym czasie jako pierwsza islandzka artystka doczekała się lalki ze swoją podobizną.

### Od 2006:Söngvakeppnin
W 2006 roku ponownie wystartowała w krajowych eliminacjach Söngvakeppnin 2006 do 51. Konkursu Piosenki Eurowizji, tym razem z piosenką „Mynd Af Þér”, z którą zajęła czwarte miejsce. Rok później zgłosiła się do selekcji do konkursu w 2008 z utworem „Núna veit ég”, nagranym w duecie z Magnim Ásgeirssonem, z którym zakwalifikowała się do finału, ale nie dotarła do ścisłej trójki finałowej. W 2013 roku wystartowała w eliminacjach do 58. Konkursu Piosenki Eurowizji z singlem „Meðal andanna”, z którym zakwalifikowała się do rundy finałowej, jednak nie awansowała do ostatniego etapu.

## Życie prywatne
23 października 2008 roku Birgitta wyszła za mąż za swojego wieloletniego narzeczonego, Benedikta Einarssona.